# Сакмар, Лилия
Лилия Зайнулловна Каипова (псевдоним в литературе Лилия Сакмар; род. 3 октября 1962, Юмашево, Башкирская АССР) — российская поэтесса, драматург, переводчик, журналист. Член Союза писателей РБ и РФ (2000), Член Союза журналистов РБ и РФ (1996). Член Международного литературного фонда (2009). Автор более 100 статей и 6 художественных книг, автор слов более 20 эстрадных песен и хоровых циклов.

## Биография
Лилия Каипова родилась 3 октября 1962 года в с. Юмашево Баймакского района Башкирской АССР.
В 1984 году окончила башкирско-русское отделение филологического факультета Башкирского государственного университета.
По окончании БГУ (ныне Уфимский университет науки и технологий) работала в Хайбуллинском районе преподавателем русского языка и литературы Исянгильдинской средней школы БАССР, секретарем РК ВЛКСМ (Районный комитет комсомольской организации), старшим библиотекарем д. Байгускарово. С 1989 года работала в г. Уфа редактором республиканских изданий: журнала для женщин и семьи «Башкортостан кызы», газеты для молодежи «Йэшлек», затем редактором и заместителем главного редактора республиканского журнала культуры и искусства «Тамаша» (до 2015 года). 

## Произведения

### книги
- Дочь звезды. Стихи. 1993.Уфа. На башк.яз. (Йондоҙ ҡыҙы. Өфө: Китап,1993).
- Живой родник. Стихи, поэма. 1998. Уфа. На башк.яз. (Тере шишмә: Шиғырҙар, поэма. Өфө: Китап,1998).
- Эстафета. Стихи, поэмы. 2006. Уфа.На башк.яз. (Эстафета: Шиғырҙар, поэмалар. — Өфө: Китап, 2006. — 176 б.)
- Счастливая женщина — Бәхетле ҡатын: Мәҙәк хикәйәләр. Юмористические рассказы. — Уфа: БРСБС, 2012. −100 б..Башҡ, рус.
- Балапан. Драмы, сценарии, поэмы, рассказы, переводы. Уфа: Китап, 2013. На башк.яз. Электронное издание.  (Балапан: драмалар, сценарийҙар, поэмалар, хикәйәләр, тәржемәләр. — Өфө: Китап, 2013. — 304б. (электрон баҫма)[1]
- Достойно жить  это подвиг. Стихотворения. Уфа.Китап. 2017. ( Матур йәшәй белеү — батырлыҡ :шиғырҙар, поэмалар/Лилиә Һаҡмар. — Өфө: Китап, 2017. - 200 бит.)[2]
- Королевство "Я сама". Стихотворения. Уфа: НМЦ "Педкнига", 2022.-50 стр. (Язык - русский).

### драматические произведения
- Сломанный телефон. (Боҙоҡ телефон). Драма. (1997).
- Балапан. Драма. (1998). Республиканский конкурс драматических произведений, посвященных национальному герою С.Юлаеву. Диплом 2-й степени. (2000).
- Звездный мост. (Йондоҙло күпер). Мюзикл. (1999). Постановка на сцене Башкирского академического драматического театра (БАДТ) с участием  в главных ролях артистов театра: Фируза Париж, Азат Зиганшин.(2000).
- Солнце в капле росы. (Ысыҡтағы ҡояш). Одноактная пьеса. (2002).
- Марс-500 или есть ли жизнь на Марсе? (Марс-500 йәки Марста тормош бармы?). Сатирическая драма. (2004). Республиканский конкурс драматических произведений. Диплом 2-й степени. (2005).
- Урал Батыр. Либретто к опере. (2007).
- Белый зилян. Драма. (2020). Участник Международных конкурсов драматических произведений. (2020-2021)[3].

### музыкальное творчество (автор слов)
- Между черным и белым. (Аҡ һәм ҡара араһында). Хоровой цикл. Композитор-Шаура Гаппасова. Исполняет - Государственная хоровая капелла Республики Башкортостан. Хранится в репертуаре оркестра Башкирского государственного театра оперы и балета, в фонде Гостелерадио Башкортостана.
- Пусть играет мой курай. ( Уйнаһын ҡурайҡайым!). Эстрадная песня. Композитор - Салават Низаметдинов. Исполняет - С.Байегет, Л.Ишимьярова и др. (Лауреат премии "Песня года - 2000" по версии "Радио Юлдаш")
- Море. (Диңгеҙ). Эстрадная песня. Композитор - Урал Идельбаев. Исп. группа "Араз".
- Повторяю имя твое. (Ҡабатлайым исемеңде). Композитор- Салават Низаметдинов. Исп. Альфия Каримова. (Премия 2-й степени на фестивале "Песня года" от "Радио Юлдаш").
- Башкортостан - страна родная. (Илгенәм, бергенәм, Башҡортостан). Композитор - А. Тимербаков. Исполнитель - Альфия Юлсурина.
- Песня несмелого парня. (Ҡыйыуһыҙ егет йыры). Композитор и исполнитель - Урал Ибатуллин.
- Достойно жить-подвиг.(Тормош үҙе матурлыҡ). Композитор и исполнитель - Гулдар Ишкуватова.
- Эта ночь не повториться. (Был төн ҡабатланмаҫ). Композитор - Флера Шарипова. Исп.- Диана Ишниязова.

автор слов многих других эстрадных песен. 

### Переводческая деятельность
- Сотрудничество с журналом "Türk dünyası" (Тюркский мир). Перевод статей с турецкого на башкирский язык. (2019-2021).
- Перевод с турецкого на башкирский язык поэтических произведений турецких авторов: Али Акбаш, Ибрагим Терзиоглы, Унал Кар, Мехмед Эрсой, Орхан Вали и др.
- Перевод стихов с азербайджанского языка на башкирский: Низами Ганджави, Йонос Эмре, Бахтияр Вахапзаде и др.
- Перевод с украинского на башкирский: М.М.Петренко.

## Участие в международных мероприятиях и конкурсах
```
     - Участник Международного фестиваля поэзии. Турция, город Ришадие, апрель 2011 года.
     - Участник 2-го Международного симпозиума переводчиков турецких языков. Турция, г. Бурса, сентябрь 2011 года.
     - Международный творческий конкурс на лучшую пьесу года “Автора на сцену!”- пьеса “Белый зилян” (2020)- Лонг-лист(ном.88)
[
4
]
       
     - "25-й Международный конкурс современной драматургии "Время драмы, 2020, лето"- пьеса “Белый зилян” (2020) - как автор
[
5
]
,  как переводчик на русский язык
[
6
]
.
```

## Награды и звания
- Почетная Грамота. Министерство культуры Республики Башкортостан. 2017.
- Teşekkür bilgesi. (Благодарность). Bursa. Türkiye. 2011.
- Почетная Планкета. Высшая награда ТЮРКСОЙ. Анкара. Турция. 2012.
- Заслуженный работник культуры Республики Башкортостан. 2022.
- Лауреат премии Международного Фонда культуры "Мажит Гафури - XXI век". 2022.